# Pickering—Scarborough-Est
Pour les articles homonymes, voir Pickering (homonymie) et Scarborough.
Circonscription électorale fédérale du Canada
Pickering—Scarborough-Est (en) Pickering—Scarborough East) est une ancienne circonscription électorale fédérale en Ontario (Canada).
La circonscription de la région de Toronto, aux abords du lac Ontario, était formée par la partie sud-ouest de la ville de Pickering et la partie sud-est de la ville de Scarborough.
Les circonscriptions limitrophes étaient Ajax—Pickering, Scarborough—Guildwood et Scarborough—Rouge River. 

## Résultats électoraux
|       | Candidat         | Parti        | # de voix | % des voix |
|       | Corneliu Chisu   | Conservateur | +19 220,  | 40,11 %    |
|       | (x) Dan McTeague | Libéral      | +18 013,  | 37,59 %    |
|       | Andrea Moffat    | NPD          | +08 932,  | 18,64 %    |
|       | Kevin Smith      | Vert         | +01 751,  | 3,65 %     |
| Total | Total            | Total        | 47 916    | 100 %      |

|       | Candidat         | Parti             | # de voix | % des voix |
|       | George Khouri    | Conservateur      | +15 539,  | 33,32 %    |
|       | (x) Dan McTeague | Libéral           | +22 874,  | 49,05 %    |
|       | Andrea Moffat    | NPD               | +04 875,  | 10,45 %    |
|       | Jason Becevello  | Vert              | +03 025,  | 6,49 %     |
|       | Rick Chue        | Héritage          | +00191,   | 0,41 %     |
|       | Chai Kalevar     | Action canadienne | +00130,   | 0,28 %     |
| Total | Total            | Total             | 46 634    | 100 %      |

### Historique
La circonscription de Pickering—Scarborough-Est a été créée en 2003 à partir de Pickering—Ajax—Uxbridge, Scarborough-Est et Scarborough—Rouge River.
1. 2004-2011 – Dan McTeague, PLC
2. 2011-2015 – Corneliu Chisu, PCC

- PCC = Parti conservateur du Canada
- PLC = Parti libéral du Canada

## Circonscription provinciale
Depuis les élections provinciales ontariennes du 4 octobre 2007, l'ensemble des circonscriptions provinciales et des circonscriptions fédérales sont identiques. 
1. ↑  Élections Canada.